# آرثر أوهارا وود
آرثر أوهارا وود (بالإنجليزية: Arthur O'Hara Wood)‏ كان لاعب كرة مضرب أسترالي. كما أنه أحد أبطال الجراند سلام حيث حقق البطولات الأسترالية لكرة المضرب سنة 1914 بعد تغلبه على جيرالد باترسون.

## نهائيات الجراند سلام

### الألقاب (1)
| السنة | البطولة                    | الخصم          | Score              |
| 1914  | البطولات الأسترالاسية 1914 | جيرالد باترسون | 6–4, 6–3, 5–7, 6–1 |

## روابط خارجية
- آرثر أوهارا وود على موقع رابطة محترفي التنس (الإنجليزية)